# 称名寺 (岐阜県笠松町)
河野称名寺（こうのしょうみょうじ）は、岐阜県羽島郡笠松町円城寺にある阿弥陀如来を本尊とする浄土真宗大谷派の寺院。濃尾地方における浄土真宗弘通の濫觴となった河野九門徒の一つ。
延暦3年（784年）、伝教大師により天台宗の円融寺として建立されたという。嘉禎元年（1235年）に伊東祐親の孫、善海が親鸞聖人に帰依して称名寺と改名した。濃尾地方の浄土真宗寺院の始まりとして後にほかの寺院と合わせて河野九門徒と呼ばれた。宝暦8年（1758年）に寺号に河野を冠する。安政2年（1855年）には御坊となり、明治9年（1876年）に至って管刹になった。明治13年（1880年）に本堂を再建するが、明治24年（1891年）に濃尾地震の被害を受けている。